# J0313–1806
J0313–1806 — найвіддаленіший відомий квазар з червоним зміщенням z = 7,64, відкритий у січні 2021 року. Його надмасивна чорна діра має масу 1.6±0.4 сонячних мас.
Один із авторів статті 2021 року Фейге Ван сказав, що існування надмасивної чорної діри на такому ранньому етапі існування Всесвіту створило проблеми для сучасних теорій формування надмасивних чорних дір, оскільки «чорні діри, створені найпершими масивними зорями, не могли вирости до таких великих розмірів лише за кілька сотень мільйонів років». Червоне зміщення z = 7,642 відповідає віку приблизно 600 мільйонів років після Великого вибуху.